# Comuna Velîkoselețke, Orjîțea
Velîkoselețke (în ucraineană Великоселецьке) este o comună în raionul Orjîțea, regiunea Poltava, Ucraina, formată din satele Maloselețke și Velîkoselețke (reședința).

## Demografie
Componența lingvistică a comunei Velîkoselețke
     Ucraineană (97,4%)
     Rusă (2,08%)
     Alte limbi (0,31%)
Conform recensământului din 2001, majoritatea populației comunei Velîkoselețke era vorbitoare de ucraineană (97,4%), existând în minoritate și vorbitori de rusă (2,08%).